# William George Browne
William George Browne (* 25. Juli 1768 in Great Tower Hill, London; † 1813 östlich von Tabriz) war ein englischer Afrika- und Asienreisender. Sein Nachruhm basiert vor allem auf seinem Aufenthalt in Darfur (h. Westsudan) in den Jahren 1793–1796.

## Biografie
Als Sohn eines Weinhändlers in London, der aus einer in Cumberland ansässigen Familie stammte, genoss W.G. Browne eine ausgezeichnete Schulausbildung durch einen Privatlehrer (Peter Whalley, 1722–1791) sowie die Möglichkeit eines Studiums am Oriel College in Oxford, das Browne mit 17 Jahren aufnahm. Nach dem Studium der Rechtswissenschaften sollte er ein öffentliches Amt übernehmen, doch die Ära der Französischen Revolution machte ihn zum Freidenker. Damit schwanden die Chancen seiner angestrebten Karriere. Als sein Vater 1791 starb, erbte der 23-jährige ein kleines, aber doch stattliches Vermögen, verzichtete dann auf einen Studienabschluss und folgte seiner Neigung zu Entdeckungsreisen.
Im Laufe seines Lebens machte er drei mehrjährige Reisen nach Afrika, Westasien und den östlichen Mittelmeerraum. Von seiner dritten Reise sollte er nicht mehr zurückkehren. Die Hauptquelle für seine Biographie ist das in R. Walpoles Travels in Various Countries of the East (1820) abgedruckte Biographical Memoir of Mr. Browne.

### Ägypten, Darfur und Syrien (1791–1798)
1791 war in London der Bericht von James Bruce über seine Expedition ins Gebiet der Nilquellen gerade erschienen und wurde kontrovers diskutiert. Unter anderem, weil Bruce in Khartum, einen bedeutenden Nebenlauf des Stroms vernachlässigend, den östlichen Flusslauf zum Hauptstrom erklärt hatte. Dessen Ursprung stand – so die damalige Kenntnis – möglicherweise im Zusammenhang mit dem Strom, an dem Timbuktu liegen sollte. Solchermaßen angeregt verfiel Browne auf die Idee, das Geheimnis der Quelle des Nils zu lüften. Kurzerhand buchte er eine Passage nach Ägypten. Den Versuch, mit dem Präsidenten der African Association, Sir Joseph Banks, über ein solches Vorhaben zu sprechen, gab er ungeduldig auf, als er ihn nicht zuhause antraf. Browne begab sich im Dezember 1791 an Bord eines Handelsschiffes, das ihn nach Alexandria brachte.
Bereits wenige Wochen nach seiner Ankunft schloss er sich am 2. Februar 1792 einer Karawane an, um die sogenannte Ammon-Oase zu suchen. Dort hoffte er, Hinweise auf die von Alexander dem Großen im Jahre 331 v. Chr. aufgesuchte Orakelstätte zu stoßen und Reste des Jupiter-Ammon-Tempels zu finden. Siwa sei die dafür infrage kommende Region, so die Mutmaßung. Browne durchforschte das Gebiet der Oase und fand tatsächlich in Umm Ubaida 400 Meter südlich von Aghurmi Ruinen eines ägyptischen Tempels, den er fälschlich für den Orakel-Tempel hielt, und schuf die Grundlage für eine Verifizierung der Identität von Ammon-Oase und Siwa-Oase. Besonders bemerkenswert ist, dass der juristisch ausgebildete und aus eigenem Antrieb Reisende geographische Koordinaten bestimmen konnte. Für Umm Ubaida in der Siwa-Oase fand er 29° 12' N und 44° 54' O (bezogen auf den Nullmeridian von Ferro, der Kanarischen Insel Hierro). Das war hinsichtlich der seinerzeit äußerst komplexen Bestimmung der Längengradmessung erstaunlich genau.

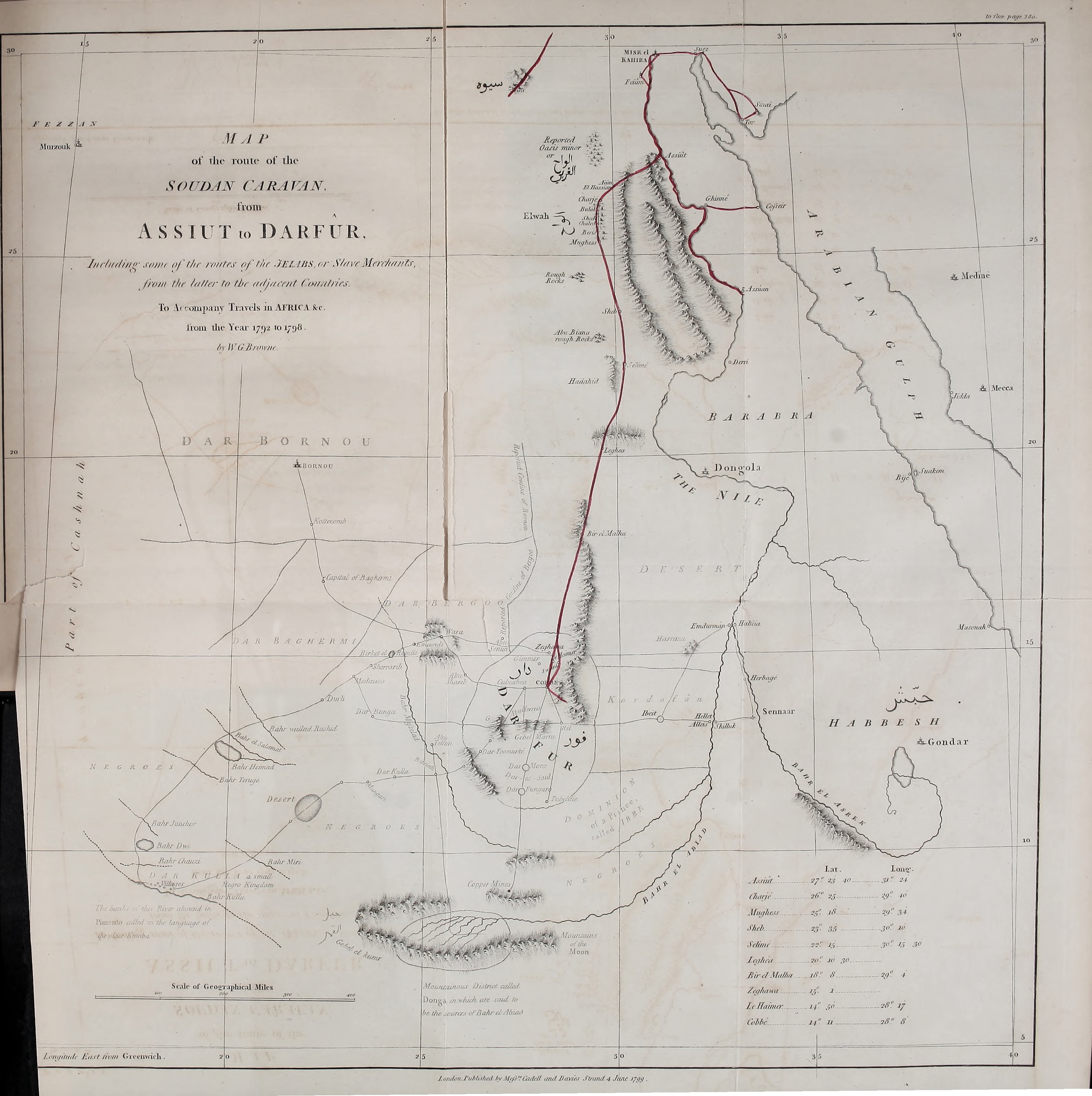
"Map of the route of the Soudan Caravan from Assiut to Darfur", aus Brownes Reisebericht (1799)

Von Fieber und Ruhr geplagt kam Browne am 2. April 1792 von Siwa erschöpft nach Alexandria zurück. Bereits nach einem Monat setzte er seine Reise fort, ritt zu Pferd nach Rosette, dessen Gegend er als schön und fruchtbar lobt, nach Abukir, weiter nach Terené und von dort per Boot nach Bulaq, einem damals nördlich außerhalb Kairos gelegenen Ort am östlichen Nilufer. Mitte Mai angekommen hielt er sich im Wesentlichen dort während der Sommermonate auf. Auf ausgedehnten Exkursionen lernte er unter anderem das Fayyum und Sues kennen. Er befuhr den Nil bis hinauf nach Assuan und kehrte entlang der Küste des Roten Meeres zurück, nachdem ihm eine Weiterreise nach Nubien vorübergehend zu gefährlich erschien.
Bei einem erneuten Versuch, sein erklärtes Ziel, den westlichen Quellfluss des Nils zu erforschen, ließ sich Browne von Kairo aus bis Asyut segeln. Dort schloss er sich im Mai 1793 einer Handelskarawane an, die ihn über Wahat Selima und Malha nach Darfur (h. im Westsudan) brachte. Ein dort herrschender Scheich hielt ihn dort mehr als zwei Jahre fest, doch schließlich wurde Browne im Jahr 1796 die Rückreise nach Ägypten gestattet. Er hielt sich 1797 in Syrien auf und kehrte schließlich über Konstantinopel nach Europa zurück. Von der Türkei aus nahm er den Weg über Wien, Prag, Dresden, Leipzig, Potsdam und traf aus Hamburg kommend an Bord eines Seglers – nach beinahe siebenjähriger Abwesenheit – im September 1798 wieder in London ein.
Bereits ein Jahr später, 1799, erschien die erste Auflage seines berühmten Reisewerks Travels in Africa, Egypt, and Syria, from the Year 1792 to 1798. Im folgenden Jahr erschienen auch Übersetzungen ins Deutsche (mehrfach gedruckt), Französische und Niederländische, die beiden letzteren in zwei Bänden. Nach der Rückkehr von seiner zweiten Reise veröffentlichte Browne eine zweite, erweiterte Auflage (1806).

### Griechenland, Kleinasien und Sizilien (1800–1802)
Zwischen 1800 und 1802 bereiste Browne Sizilien, Griechenland (damals türkisch) und die Levante; auch hielt er sich im Osten der heutigen Türkei auf. Die in R. Walpoles Travels in Various Countries of the East veröffentlichten Texte Brownes gehen auf seine Tagebuchnotizen zurück und betreffen v. a. seine Reisen durch Kleinasien und nach Zypern im Jahr 1802.

### Anatolien, Armenien, Iran (1812–1813)
Brownes Ziel für seine dritte Reise war Samarkand und Zentralasien. Er begab sich zu diesem Zweck 1812 auf dem Weg über Malta in die Westtürkei und verbrachte den Winter in Smyrna (h. İzmir). Er reiste dann im Frühjahr 1813 in das östliche Anatolien und via Erzurum weiter nach Armenien. Am 1. Juni 1813 traf er in Tabriz ein, und ein letzter erhaltener Brief aus seiner Hand datiert aus der nordwestiranischen Stadt vom 16. Juli. Gegen Ende des Sommers brach er, begleitet von zwei lokalen Dienern, von Tabriz in Richtung Osten auf, um zunächst Teheran zu erreichen, doch wurde er auf dem Weg ausgeraubt und durch Mörderhand ums Leben gebracht. Die genauen Umstände konnten jedoch nie aufgeklärt werden, und Knochen, die später gefunden und als diejenigen Brownes ausgegeben wurden, fanden in Tabriz ihre letzte Ruhestätte. Die meisten Nachrichten über Brownes Schicksal in Persien – seine letzten Wochen in Tabriz als auch seine Ermordung – enthalten die Aufzeichnungen William Beloes aus dem Jahr 1817, der wiederum über mehrere zeitgenössische Berichte und Schreiben verfügte (s. Literatur).

## Schriften
- Travels in Africa, Egypt, and Syria, from the Year 1792 to 1798. London: T. Cadell junior & W. Davies 1799 (archive)
  - Erste deutsche Ausgabe: W.G. Brown's [!] Reisen in Afrika, Egypten und Syrien. Aus dem Englischen übersetzt und mit Anmerkungen versehen von M.C. Sprengel. Weimar: Industrie-Comptoir 1800 (= Bibliothek der neuesten Reisebeschreibungen, Bd. 1) (Google)
  - Zweite deutsche Ausgabe: W.G. Browne's Reisen in Afrika, Aegypten und Syrien, in den Jahren 1792 bis 1798. Aus dem Englischen. Mit Anmerkungen des Uebersetzers. Leipzig – Gera: Wilhelm Heinsius 1800 (Google)
  - Dritte deutsche Ausgabe: W.G. Brownes Reisen in Afrika, Egypten und Syrien, in den Jahren 1792 bis 1798. Aus dem Englischen übersetzt und mit Anmerkungen versehen von M.C. Sprengel. Berlin – Hamburg o. V. 1801 (Google)
  - Französische Ausgabe: Nouveau voyage dans la haute et basse Égypte, la Syrie, le Dar-four, où aucun européen n'avoit pénétré; fait depuis les années 1792 jusqu'en 1798. Üb. J. Castéra. 2 Bände. Paris: Dentu 1800 (Google: Band I – Band II)
  - Niederländische Ausgabe: Nieuwe reize naar de binnenste gedeelten van Afrika, door Egypte, Syrie en Le Dar-four, waar nimmer te voren eenig europeaan heeft gereisd, – gedaan in den jaare 1792–1798. Naar het Engelsch. 2 Teile. Amsterdam: Johannes Allart 1800–1801 (Google: Teil I – Teil II)
  - Zweite erweiterte englische Ausgabe: Travels in Africa, Egypt, and Syria, from the Year 1792 to 1798. Second Edition, Enlarged: London: T. Cadell junior & W. Davies 1806 (Google)
- Die Abschnitte VIII bis XII in Robert Walpoles (1781–1856) Travels in Various Countries of the East (London 1820 – Google), und zwar im Einzelnen:
  - VIII: "Journey from Constantinople through Asia Minor, in the Year 1802" (S. 106–148)
  - IX: "Miscellaneous Remarks Written at Constantinople" (S. 148–162)
  - X–XII: "Biographical Memoir of Mr. Browne" (S. 162–184); enthält auch den letzten bekannten Brief Brownes, geschrieben am 16. Juli 1813 in Tabriz.